# Neororea sorenseni
Neororea sorenseni är en spindelart som först beskrevs av Forster 1955.  Neororea sorenseni ingår i släktet Neororea och familjen Amphinectidae. Inga underarter finns listade i Catalogue of Life.